# 利马托拉
利马托拉（義大利語：Limatola），是意大利贝内文托省的一个市镇。总面积18.2平方公里，人口3901人，人口密度214.3人/平方公里（2009年）。ISTAT代码为062038。